# Lekåsa landskommun
Lekåsa landskommun var en tidigare kommun i dåvarande Skaraborgs län.

## Administrativ historik
Kommunen inrättades i Lekåsa socken i Barne härad i Västergötland när 1862 års kommunalförordningar trädde i kraft.
Den 1 januari 1947 (enligt beslut den 14 december 1945) överfördes till Elings landskommun de obebodda fastigheterna Västorp 1:9 och Västorp 1:11, omfattande en areal av 0,11 km² land.
1 januari 1948 (enligt beslut den 20 december 1946) överfördes till Fåglums landskommun den obebodda fastigheten Bronäset, omfattande en areal 0,001 km² land.
1 januari 1952 (enligt beslut den 20 oktober 1950) överfördes till Larvs landskommun vissa områden omfattande 2,17 km², varav allt land. Folkmängden i området hade sedan tidigare räknats till Larvs landskommun och församling.
Vid kommunreformen 1952 uppgick landskommunen i Essunga landskommun som 1971 ombildades till Essunga kommun.